# The Makers
The Makers foi uma banda formada em 1988 por Eddie Rayner, ex-integrante do grupo Split Enz e pelo músico australiano Brian Baker.

## Discografia

### Álbuns
- The Makers (1990)
- Hokey Pokey (1992)

### Singles
- "Big Picture" (1990)
- "New Kind of Blue" (1990)
- "Daylight" (1990)
- "From Now On" (1992)
- "Perfect Crime" (1992)